# Last Hour – Countdown zur Hölle
Last Hour – Countdown zur Hölle (Originaltitel: Last Hour) ist ein hongkonger-französischer Actionthriller aus dem Jahr 2008. Regie führte Pascal Caubet, der auch den Film produzierte, gemeinsam mit Maxime Lemaitre das Drehbuch schrieb und eine der größeren Rollen übernahm.

## Handlung
Black Jack wird ein Brief seines drei Jahre zuvor verstorbenen Vaters zugestellt, der ihn nach China ruft, wo er sich in ein abseits gelegenes Haus begeben soll. Dort trifft er Monk, Poker, Shang und Casino, die ähnliche Briefe erhalten haben. Alle Männer sind in Vergangenheit in Konflikte mit dem Gesetz geraten.
Weitere Ereignisse werden in der Echtzeit gezeigt: Die Männer entdecken, dass im Haus ein Mörder eingeschlossen ist, der sie innerhalb der nächsten Stunde töten will. Es kommt zu einigen Kung-Fu-Kämpfen und Morden.

## Kritiken
Die Redaktion des Home Media Magazine schrieb, der Film versuche zu sehr, sämtlichen Zuschauern alles zu bieten. Er biete jedoch weder eine durchdachte Handlung noch gute Dialoge. Die Präsenz von Michael Madsen und David Carradine könne einige Fans ansprechen.
Das Lexikon des internationalen Films meinte: „Hoffungslos  schlecht zusammengestückelter Film ohne den Hauch einer nachvollziehbaren Geschichte.“

## Hintergründe
Der Film wurde in Peking, in Shanghai, in Paris und in Kanada gedreht. Seine Produktionskosten betrugen schätzungsweise 9 Millionen US-Dollar. Der Film wurde in den Vereinigten Staaten am 15. April 2008 direkt auf DVD veröffentlicht. Am 15. Mai 2008 wurde er auf dem Cannes Film Market vorgestellt. In Deutschland wurde er am 25. Juli 2008 auf DVD veröffentlicht.